# Crime Against Joe
Pour plus de détails, voir Fiche technique et Distribution.
Crime Against Joe est un film américain réalisé par Lee Sholem, sorti en 1956.

## Synopsis
À Tucson dans l'Arizona, Joe Manning (John Bromfield), un vétéran de la Guerre de Corée est accusé de l'assassinat d'une chanteuse de cabaret. Mais il possède un alibi galant, alibi que son témoin refuse de confirmer à la police, le poussant alors à demander à l'un de ses amis de lui en fabriquer un. Libre, il entame une enquête qui le mène à soupçonner un ancien camarade de classe.

## Fiche technique
- Titre : Crime Against Joe
- Titre original : Crime Against Joe
- Réalisation : Lee Sholem
- Scénario : Robert C. Dennis d'après une histoire de Decla Dunning
- Photographie : William Margulies
- Montage : Michael Pozen
- Musique : Paul Dunlap
- Producteur : Howard W. Koch
- Producteur exécutif : Aubrey Schenck
- Société de production : Bel-Air Productions
- Pays d'origine :  États-Unis
- Langage : Anglais
- Format : Noir et blanc
- Genre : Film noir, film policier
- Durée : 70 minutes
- Dates de sortie : 
  -  États-Unis : 21 mars 1956

## Distribution
- John Bromfield : Joe Manning
- Julie London : Frances « Slacks » Bennett
- Henry Calvin : Red Waller
- Joyce Jameson : Gloria Wayne
- Joel Ashley : Philip Rowen
- Alika Louis : Irene Crescent
- Patricia Blair : Christine « Christy » Rowen
- Rhodes Reason : George Niles
- Addison Richards : procureur Roy Kasden
- Robert Keys : détective Hollander
- Frances Morris (en) : Nora Manning
- Morgan Jones (en) : Luther Woods
- Mauritz Hugo : docteur Louis Tatreau
- John Pickard (en) : Harry Dorn
- James Parnell : Ralph Corey
- Boyd 'Red' Morgan : le gardien

## À noter
- Le film a été tourné à Tucson et dans les alentours.